# Роуз, Линдси Роберт
Линдси Роберт Роуз (при рождении Леман; род. 2 мая 1955) — австралийский серийный убийца из Нового Южного Уэльса. В период с 1984 по 1994 год совершил убийство пяти человек, за что был приговорён к пяти пожизненным заключениям без возможности условно-досрочного освобождения.

## Биография
Линдси Роберт Леман родился 2 мая 1955 года в Северном Сиднее, Новый Южный Уэльс, Австралия. С ранних лет воспитывался матерью. Родители Линдси расстались незадолго до его рождения. Он стал Линдси Роузом после того, как его мать снова вышла замуж.
Роуз рос в западном пригороде Сиднея, в юности обучался на слесаря, а также токаря, но в итоге присоединился к службе скорой помощи Нового Южного Уэльса в 1976 году. В частности, он был одним из первых, кто откликнулся на крушение поезда в Гранвиле в 1977 году. В 1979 году Роуз оставил медицину, чтобы стать частным детективом.

## Криминальная карьера

### Убийство Эдварда Кавана и Кармелиты Ли
20 января 1984 года Роуз застрелил Эдварда Джона «Билла» Кавана и его подругу Кармелиту Ли на территории их дома в Сиднее. Позже Роуз сказал следователям, что убил Кавану в отместку за предполагаемое избиение одного из своих друзей случившееся несколькими годами ранее. Кармелиту Ли, он устранил как свидетеля.
Кавана занимался грузоперевозками, и по слухам был связан с калабрийской мафией, в том числе с печально известным наркобароном Робертом Тримболе.

### Убийство Рейнетт Холфорд
19 января 1987 года Роуз проник в дом бизнесмена намереваясь совершить кражу со взломом. Вскоре его обнаружила хозяйка Рейнетт Джилл Холфорд. Напав на женщину Роуз несколько раз ударил её отверткой и овощным ножом, а затем покинул дом. От полученных ранений Холфорд позже скончалась.

### Убийства в день святого Валентина
14 февраля 1994 года Роуз убил двух женщин на территории массажного салона «Оазис Керри» в Глейдсвилле. Владелица салона, 36-летняя Керри Панк, была бывшей девушкой Роуза, которую он возненавидел впоследствии. Роуз нанёс Панк несколько ножевых ранений, а также трижды выстрелил в 25-летнюю массажистку Фатму Озонел. Преступление Роуз совершил совместно с Рональдом Уотерсоном. Роуз был нанят в качестве исполнителя заказного убийства человеком по имени Марк Льюис, который был деловым партнёром Керри Панк. В 2000 году Льюис был приговорен к пожизненному лишению свободы за организацию убийства Панк, и ещё к 18 годам за смерть Фатмы Озонал, ставшей жертвой обстоятельств, в то время как Уотерс был осуждён на 18 месяцев за пособничество.

### Побег и захват
До 1996 года, Роуз находился вне поля зрения полиции, и также не проходил подозреваемый ни по одному из эпизодов убийств, всё изменилось когда один из полицейский, который был приятелем Роуза, рассказал детективам полиции Нового Южного Уэльса, что Роуз хвастался совершением как минимум двух убийств.
После допроса 4 июля 1996 года Роуз избежал полицейского наблюдения и поехал из Сиднея в Аделаиду, Южная Австралия. В Аделаиде он получил работу, используя свое имя при рождении, Линдси Леман, но был обнаружен только 40 недель спустя, когда представитель общественности опознал Роуз после того, как его фотография была показана в телевизионных новостных программах 9 апреля 1997 года. На следующее утро Роуз была арестована сотрудниками южно-австралийской полиции STAR Force по прибытии на работу.

### Признание вины и приговор
18 июня 1998 года Роуз признал себя виновным в пяти убийствах в Верховном суде Нового Южного Уэльса. Его интересы представлял известный адвокат Стюарт Литтлмор .
3 сентября 1998 г. Роуз был приговорен к пяти последовательным срокам пожизненного заключения без возможности условно-досрочного освобождения.

### Другие преступления
В декабре 1998 года Роуз был осужден за другие преступления: сопротивление правосудию, грабежи, похищения людей, вооруженные грабежи, нападения, воровство и торговля наркотиками. Общий срок дополнительных приговоров тюремного заключения составил сорок лет.
Помимо этого в первый день Нового 1983 года Роуз и его сообщники угнали полуприцеп с сигаретами на сумму 600 000 долларов и несколько часов держали в заложниках двух водителей грузовиков.

## В заключении
Роуз был одним из первых шести заключённых тюремного отделения с повышенным риском Goulburn Gaol после его создания в 2001 году.
19 ноября 2005 года газета Daily Telegraph сообщила о том, что Роуз был недоволен тем фактом, что несколько заключенных обратились в ислам.
23 сентября 2007 года газета The Daily Telegraph сообщила, что Роуз написал письмо руководству тюрьмы, в котором сообщил о своей готовности помочь в приостановке перехода заключенных в ислам.

## СМИ
- В августе 2017 года Hachette Australia опубликовала The Fatalist, криминальную биографию Роуза автора Кэмпбелла МакКоначи. МакКоначи познакомился с Роузом (не подозревая, что он был преступником) в местном пабе, когда МакКоначи было 19 лет, а позже провел много часов в тюрьме Goulburn Super Max, из первых рук узнавая о своем предмете.[13]
- В октябре 2017 года дочь Роуз была представлена в профиле Australian Story «Искупление своих грехов: мой отец, многократный убийца».[14]
- Двойное убийство было показано в 3-й серии телесериала « Судебные следователи» (2006).